# 游翰庭
游翰庭（1986年5月11日—），台灣導演、電影導演、編劇。
執導的作品《蟾鳴》在第42屆金穗獎同時一舉拿下最大獎「首獎」、「最佳導演獎」，擔任男主角的楊傑宇，也以精湛的演技榮獲「個人單項表現獎－最佳男演員」
2012年以公視學生劇展《小金球》初試啼聲入圍台北電影節、金穗獎，接著2014年電影短片《非關男孩》入圍金穗獎、高雄電影節國際短片、南方影展最佳劇情片、新銳導演，MOD微電影佳作，myfone行動創作獎微電影組二獎。
電影長片《為我辦一場西式的喪禮》。

## 導演作品

### 電影長片
- 2024年《為我辦一場西式的喪禮》

## 編導作品

### 電視電影
- 2019年《綠蝴蝶》（緯來）[13][14][15][16][17]

- 2019年《蘇爺爺的肖像畫》華視金選劇場[18][19]

- 2018年《黯夜》（緯來）[20]

- 2017年《天降神機》（緯來）

### 短篇電影
| 電影作品   | 年份   | 參展與得獎紀錄 |
| 蟾鳴       | 2018年 | - 文化部短片輔導金 - 第42屆金穗獎 - 首獎 - 第42屆金穗獎 - 最佳導演獎 - 第42屆金穗獎 - 個人單項表現獎－最佳男演員 - 第22屆台北電影獎 2020台北電影節 - 最佳短片、最佳攝影獎入圍 - 第56屆金鐘獎 - 2021金鐘獎 - 電視電影獎、聲音設計獎入圍 - 2020桃園電影節 - 台灣獎入圍 |
| 美滿的早餐 | 2016年 | - 公共電視台公視學生劇展 |
| 非關男孩   | 2014年 | - 高雄電影節國際短片入圍 - 南方影展最佳劇情片、新銳導演入圍 - 金穗獎入圍 - MOD微電影佳作 - MYPHONE微電影二獎 |
| 小金球     | 2012年 | - 台北電影節入圍 - 金穗獎入圍 |

### 長篇電影
| 年份   | 電影名稱             |
| ------ | -------------------- |
| 2024年 | 為我辦一場西式的喪禮 |

### 音樂MV
- 2020年 《鄉村老弟》/《上鄉》金曲獎最佳客語專輯獎入圍[26]

### 紀錄片
- 2022 《Tizzy Bac》/《登台之路(ROAD TO LEGACY)》[28]